# Pont salí
El pont salí és un tub en forma de U que s'utilitza en l'àmbit de les piles electroquímiques. Normalment és de vidre, i a l'interior conté una solució d'un electròlit fort (per exemple, clorur de sodi, nitrat de potassi, clorur d'amoni o clorur de sodi). El tub ha d'estar tapat en els extrems per un material porós (per exemple, cotó fluix).
La funció del pont salí és unir les dues dissolucions per tal de neutralitzar l'excés de càrrega iònica de cada signe que es produeix a cada semi cel·la.